# Буш против Гора
Буш против Гора (енгл. Bush v. Gore) је назив контроверзне пресуде Врховног суда Сједињених Америчких Држава из 2000. године. Ова пресуда је одлучила о побједнику председничких избора који су одржани 2000. године у САД. Суд је пресудио да је предложени начин поновног пребројавања гласова, који је предложио Врховни суд Флориде, у супротности са одредбом о једнакој законској заштити четрнаестог амандмана Устава Сједињених Америчких Држава, те да се у законском року не могу примијенити други начини пребројавања. Тројица судија су сматрала да је Врховни суд Флориде, у својој пресуди, прекршио и члан II устава, јер је погрешно протумачио изборне законе Флориде.
Ал Гор је, наиме, тражио ручно пребројавање гласова у само 4 округа Флориде, у којима Демократска странка традиционално има већу подршку, али није тражио пребројавање у оним окрузима који су наклоњенији Републиканској странци.
Након ове пресуде 25 електорских гласова Флориде је додијељено Џорџу Бушу, који је тако укупно освојио 271 електорски глас, док је Ал Гор имао 266 електорских гласова.